# Новомихайловка (Фёдоровский район)
Новомихайловка (баш. Яңы Михайловка) — деревня в Федоровском районе Республики Башкортостан Российской Федерации. Входит в состав Денискинского сельсовета.

## География

### Географическое положение
Расстояние до:
- районного центра (Фёдоровка): 20 км,
- центра сельсовета (Денискино): 2 км,
- ближайшей ж/д станции (Мелеуз): 80 км.

Находится на левом берегу реки Ашкадар.

## Население
| 2002 | 2009 | 2010 |
| ---- | ---- | ---- |
| 68   | →68  | ↘64  |

Национальный состав
Согласно переписи 2002 года, преобладающая национальность — русские (93 %).

## Достопримечательности
Вблизи деревни находятся восстановленный Покрово-Эннатский монастырь и источник преподобной Зосимы Еннатской с часовней.